# Schecter Synyster Gates

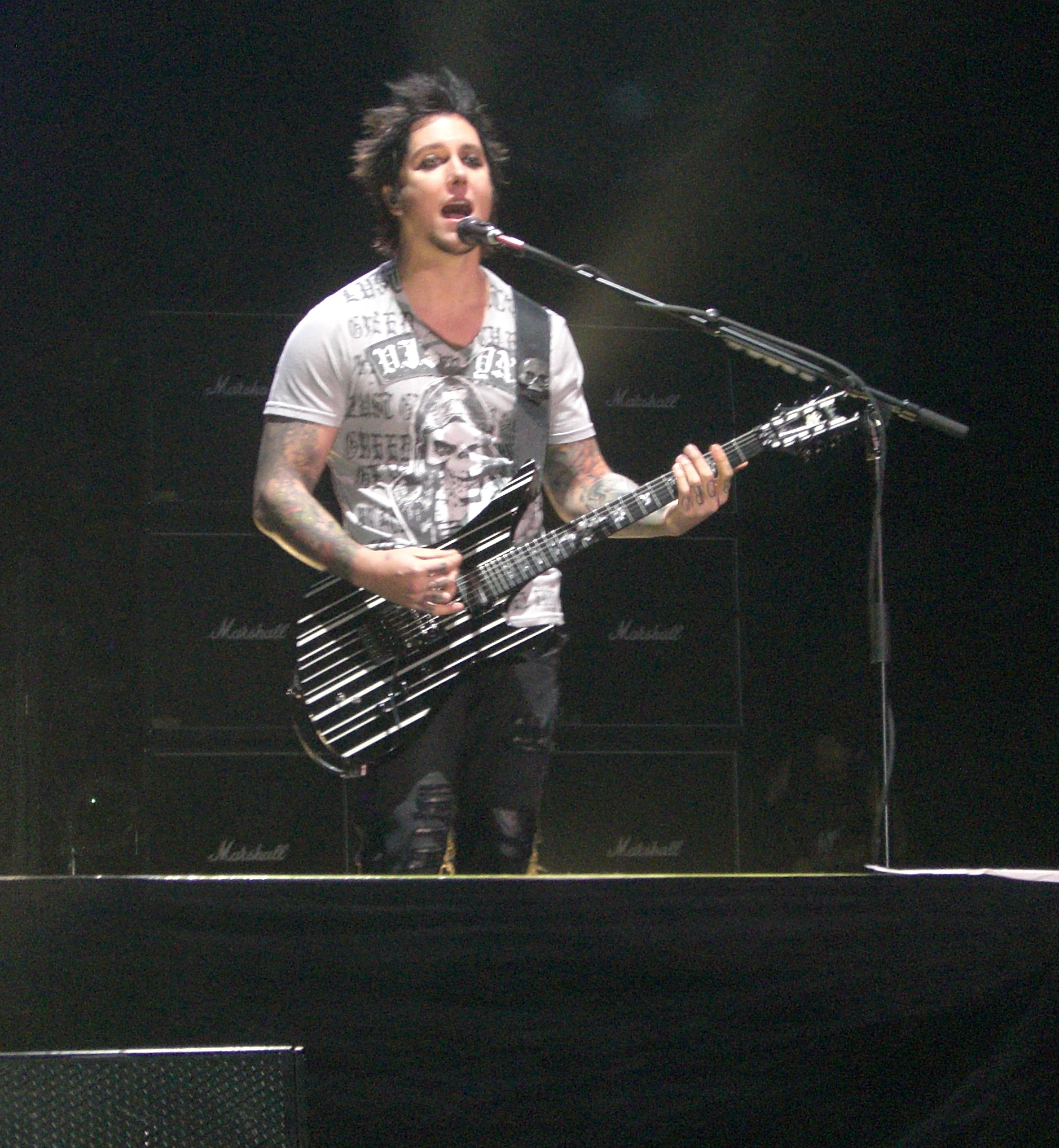
Synyster com sua guitarra

Schecter Synyster Gates (também conhecida como SSG) é a Guitarra elétrica personalizada fabricada pela Schecter Guitar Research, com design e projeto pelo guitarrista da banda de heavy metal americana Avenged Sevenfold: Synyster Gates, e juntamente utilizada por ele.

Um traço especial da SSG é que ela traz traços de várias outras guitarras já conhecidas, das bandas que Syn e o Avenged trazem influência. Um exemplo claro é a guitarra do falecido Dimebag Darrel, guitarrista da banda Pantera, uma das bandas que o Avenged Sevenfold traz mais influência,(e fez até um Cover no seu quinto álbum), que a SSG lembra a sonoridade.

## Características
As características da Schecter Synyster Gates notáveis são: o som gritado dos acordes naturalmente (mesmo sem bends, ou afinação específica), bend fácil e com extensão maior do que o normal, trastes com distâncias semelhantes, braço curto, e o conhecido Deathbat, símbolo do A7x, no braço da guitarra.